# Rio Carioca
Rio Carioca är ett vattendrag i Brasilien.   Det ligger i delstaten Rio de Janeiro, i den sydöstra delen av landet, 900 km sydost om huvudstaden Brasília.
Runt Rio Carioca är det i huvudsak tätbebyggt.